# 国徽进行曲
《国徽进行曲》（英語：National Emblem March）是一首美国的进行曲，由埃德温·尤金·巴格利（Edwin Eugene Bagley）创作于1902年，并于1906年出版。该曲曾作为美国进行曲标准出现在十一个不同版本的美国进行曲曲目中。美国军方则使用其三重奏部分作为正式仪式中入场仪式的伴奏音乐。

## 使用

### 其他国家
澳门纪律部队在金莲花广场举行升旗仪式之后一般会以该曲作为退场音乐。

## 拓展阅读
- Duffy, John J. . UPNE. 2003: 46. ISBN 978-1-58465-086-7.